# Kamień (powiat oleśnicki)
Kamień (niem. Polnisch Steine) – wieś w Polsce położona w województwie dolnośląskim, w powiecie oleśnickim, w gminie Międzybórz.

## Podział administracyjny
W latach 1975–1998 miejscowość należała administracyjnie do województwa kaliskiego.

## Nazwa
Niemiecki leksykon geograficzny Neumanna wydany w 1905 roku notuje nazwę miejscowości jako Polnisch Steine
Ze względu na polskie pochodzenie nazwy w latach 1937–1945 nazistowskie władze III Rzeszy wprowadziły nową, całkowicie niemiecką nazwę Schön Steine